# Инвестбанка
Инвестбанка је била банка у Србији. Банка је угашена почетком 2002. године, заједно са још три велике српске банке, Београдском банком, Југобанком и Беобанком. До затварања важила је за најстарију банку у СР Југославији. Основана је 1862. године као „Управа фондова“.

## Историјат
Током историје, ова прва банкарска институција доживела је више промена.

### Управа фондова
Светоандрејска скупштина 1858. године донела је одлуку „да држава установи један велики кредитни завод“. Ту одлуку скупштине спровео је, августа 1862. године, тадашњи министар финансија Коста Цукић оснивањем „Управе фондова“, прве банкарске институције у Србији, чиме је постављен темељ развоју банкарства и финансија у земљи. Било је то време у коме је ново ослобођена српска држава водила велику дипломатску битку за стицање свих атрибута независности.
„Законом о Управи фондова“ од 16. августа 1862. и „Законом о давању новца под интерес из каса Управе фондова“ од 24. августа 1862. године, које је потписао кнез Михаило Обреновић, регулисани су принципи деловања и техника њеног пословања.
Сврха оснивања Управе фондова била је у томе да се сељаци ослободе дуговања зеленашима, те да се сви до тада примењивани проценти од 12%, 10% и 8% сведу на интерес од 6% годишње, а да се рок отплате дуга продужи на 23,5 година. Осим тога, како каже њен први управник Милован Спасић, у писму упућеном 12. октобра 1863. године министру финансија, њеним оснивањем је „народ наш“ потпомогнут не само у трговини, већ, уопште, у „економном“ смислу.
Међутим, све до 1898. године Управа фондова је била само обично државно „надлежаство“, које је више бринуло о потребама државе него о потребама становништва, а њен новац највише су користиле сеоске и градске газде које су, узимајући мање кредите од ње, тај новац давали са већом каматом онима којима је, у ствари, био намењен. Пошто каснија решења са окружним штедионицама нису дала жељен резултат, долази до реорганизације Управе фондова, али сада не као државног „надлежаства“, већ као независне установе.
Реорганизација Управе фондова спроведена је Законом о уређењу Управе фондова од 8. јула 1898. године, којим она постаје хипотекарна установа, дакле банка самостална у раду, с тим што држава јамчи за њене обавезе. Стварала се и мрежа филијала у најважнијим ондашњим привредним центрима, те је пред Први светски рат имала 10 филијала и то у: Шапцу, Смедереву, Пожаревцу, Зајечару, Нишу, Крагујевцу, Јагодини, Чачку, Ужицу и Ваљеву.
Управа фондова одиграла је и пионирску улогу у стварању зачетка тржишта хартија од вредности. Прве заложнице, иако носе датум 1. мај 1899. године, због погоршања прилика пуштене су у промет тек 1. маја 1903. године и цео износ је уписан већ 17. маја исте године.
Завршетком Царинског рата, и проналажењем нових тржишта за пласман српских добара, уследио је и нагли привредни раст Србије, што је заинтересовало стране банке да оснивају своје филијале у земљи. Та веза са иностранством омогућила је Управи фондова да 1910. и 1911. оствари два зајма у Француској од по 30 милиона франака. Са почетком рата са Турском, остатак зајма из 1911. године стављен је држави на располагање.
Види се, дакле, да је пословање Управе фондова после 1898. године било успешно и да је, чак, постала позната и у иностранству. У периоду од 1900. до 1914. године она учествује у изградњи железничке мреже: 1904. пруга Младеновац-Аранђеловац, 1908. Аранђеловац-Лајковац и Забрежје-Ваљево, 1910. Сталаћ-Врњци и Врњци-Краљево, 1911. Краљево-Чачак и Параћин-Зајечар, 1912. Чачак-Ужице и 1914. Зајечар-Прахово. Управа фондова финансирала је и велике комуналне радове у целој земљи, а нарочито у Београду. Такође је финансирала и државу у случају елементарних непогода, и за време балканских ратова.

### Први светски рат
Управа фондова наставља свој рад по доласку српске војске на Крф. Решењем Министарства финансија, од априла 1916. године, отворена је на Крфу канцеларија управе фондова, као помоћна државна благајна, и затим, у септембру 1916, и њена филијала у Солуну. Свој главни посао, примање разних фондова и капитала, Управа фондова није могла да обавља, јер је земља била окупирана, али је зато редовно исплаћивала пензије избеглицама у Грчкој и пензионерима и инвалидима који су остали у Србији, примала депозите на чување (без камате) и исплаћивала улоге на штедњу према књижицама издатим у Србији пре повлачења. Чак је редовно вршила и отплате својим иностраним повериоцима.

### Државна хипотекарна банка
Пошто је једино Управа фондова по завршетку Првог светског рата испуњавала услове да настави рад као централни хипотекарни завод за финансирање обнове на целој територији државе, то је, после низа одредби кроз финансијске законе о буџету, донер 3. марта 1922. Закон о изменама и допунама у Закону о уређењу Управе фондова Краљевине Срба, Хрвата и Словенаца, а којим се, између осталог, Управа фондова изричито проглашава за Државну хипотекарну банку Краљевине Срба, Хрвата и Словенаца. Интересантно је да се у члану 1. овог закона даје њен назив на француском: „Crédit foncier du Royame des Serbes, Croates et Slovenes“.
Између два светска рата Банка постаје значајан чинилац у изградњи не само већих објеката, већ, нарочито инфраструктуре у земљи.
Банка је стекла велико поверење штедиша 1938. године, када је због међународне политичке кризе настала велика навала улагача на шалтере банака, исплаћујући све износе, без обзира на њихову висину и без уговореног рока отказа. За непуних 15 дана исплатила је 220 милиона динара, али је помогла и другим банкама у земљи и тиме допринела нормализовању прилика на новчаном тржишту. Други овакав потез Државна хипотекарна банка је извела 1941. године, када је у току 28. и 29. априла објавила да исплаћује целокупне штедне улоге улагачима, без обзира да ли су њене штедише или штедише других југословенских банака. Док су се Немци снашли, сва готовина је била исплаћена, али су оставе у злату и друга имовина Банке, ипак, заплењени.
Развијајући своје пословање ДХБ је успела да јој 1940. године збир биланса достигне суму од 29,2 милијарди динара, а целокупан промет износ од 93 милијарде динара.
Крајем 1940. године, поред Централе у Београду, ДХБ је имала још 20 својих пословних јединица.
Под утицајем модерних струјања, крајем тридесетих година прошлог века, ДХБ почиње да полаже и на свој имиџ у јавности и на пропаганду. Истиче се и као мецена који откупљује слике познатих сликара. Овде треба напоменути да је Банка између два рата радила у својој згради која је после Другог светског рата додељена Народном музеју. Има и усмених сведочења да је и чувена слика Паје Јовановића „Сеоба Србаља“ била банчина својина, а данас је власништво Народног музеја. Вероватно је са преузимањем зграде, Народни музеј преузео и богати фонд слика Државне хипотекарне банке.
Учествује, такође, у помоћи сиромашнима и ту треба истећи да је од свих напуштену, запослила као помоћно особље чувену жену - војника из Првог светског рата Милунку Савић „српску Јованку Орлеанку“, како су је звали француски официри и војници, која је тако радећи у банци 20 година, и стекла пензију.